# Relaciones Estados Unidos-Vietnam

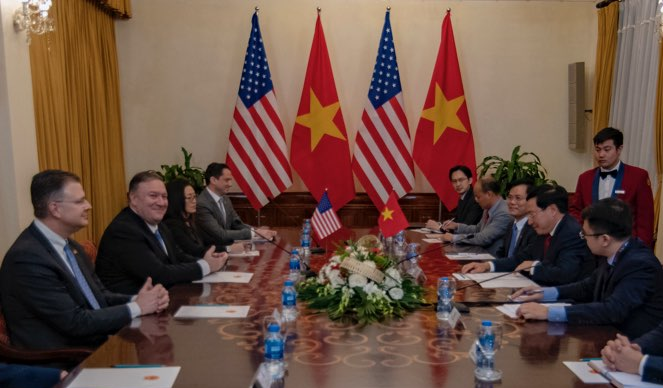
Reunión del secretario de Estado de los Estados Unidos Mike Pompeo y del vice primer ministro vietnamita Pham Binh Minh en 2019.

Las relaciones Estados Unidos-Vietnam son las relaciones diplomáticas entre Estados Unidos y Vietnam. Después de una pausa de 20 años de vínculos cortados, entonces - Presidente de los Estados Unidos Bill Clinton anunció la normalización formal de las relaciones diplomáticas entre Estados Unidos de América y República Socialista de Vietnam el 11 de julio de 1995. Posteriormente al anuncio de normalización del Presidente Clinton, en agosto de 1995, ambos países mejoraron sus oficinas de enlace abiertas en enero de 1995 al estado de Embajada, y Estados Unidos abrió más tarde un consulado general en Ciudad Ho Chi Minh, mientras que Vietnam abrió un consulado en San Francisco, California.
Las relaciones de los Estados Unidos con Vietnam se han vuelto más profundas y más diversas en los años posteriores a la normalización política. Los dos países han ampliado sus intercambios políticos a través de la seguridad regular y regional. El diálogo bilateral anual sobre derechos humanos se reanudó en 2006 después de una pausa de dos años. Firmaron un Acuerdo Comercial Bilateral en julio de 2000, que entró en vigor en diciembre de 2001. En 2003, los dos países firmaron una Carta de Acuerdo Antinarcóticos (modificada en 2006), un Acuerdo de Aviación Civil y un acuerdo textil. En enero de 2007, el Congreso aprobó Relaciones comerciales normales permanentes (PNTR) para Vietnam. En julio de 2015, Estados Unidos recibió al Secretario General del Partido Comunista de Vietnam Nguyễn Phú Trọng en la primera visita de un Secretario General del Partido Comunista de Vietnam a los Estados Unidos luego de un esfuerzo concertado del gobierno de Obama para buscar relaciones más cálidas con Vietnam.
Los vietnamitas estadounidenses, que representan aproximadamente 1,8 millones de personas, son en su mayoría inmigrantes que se mudaron a los Estados Unidos después de la guerra de Vietnam y representan casi la mitad de todos vietnamitas extranjeros, aunque estos vietnamitas eran de Vietnam del Sur, el gobierno anticomunista se alió con Estados Unidos durante la guerra y, a partir de 2012, los estudiantes vietnamitas forman el octavo grupo más grande de estudiantes internacionales que estudian en los Estados Unidos, lo que representa el 2% de todos los extranjeros que cursan estudios superiores en el Estados Unidos.

## Historia

### Antes de 1945
Los Estados Unidos y Vietnam tuvieron relaciones durante la Segunda Guerra Mundial, aunque esto fue con los rebeldes de Viet Minh y no con la colonia francesa de Vietnam, cuando un grupo de agentes estadounidenses de la OSS, el predecesor de la CIA, aterrizó en Vietnam y se reunió con el futuro líder de Vietnam del Norte, Hồ Chí Minh, quien fue el líder de Viet Minh y ferozmente proestadounidense. El grupo de agentes, dirigido por Arquímedes Patti, había cooperado juntos en Indochina francesa contra Japón. El Viet Minh había dado refugio a los agentes estadounidenses. El Ejército Popular de Vietnam, fundado en 1944 en el noroeste montañoso de Vietnam, había sido respaldado y apoyado por la OSS y entrenado por personal militar estadounidense. Los primeros comandantes del futuro PAVN incluyeron a Arquímedes Patti, un oficial de OSS pro vietnamita, y Võ Nguyên Giáp, quien fue considerado como uno de los más grandes comandantes militares vietnamitas en la historia.
Las sorpresas en las relaciones entre los apoyados por los comunistas Viet Minh y la OSS marcaron el comienzo de la participación estadounidense en Vietnam. En aquellos días, los Estados Unidos, simpatizando con Hồ Chí Minh y Viet Minh, apoyaron al grupo para derrocar el dominio japonés en Indochina. Más tarde, Hồ Chí Minh solicitó establecer una alianza con los Estados Unidos, que fue aprobada por el presidente de los EE. UU. Franklin D. Roosevelt con el apoyo de los EE. UU. General Dwight Eisenhower.
Sin embargo, después de una serie de incidentes en Vietnam, incluida la muerte repentina de A. Peter Dewey, un oficial de independencia pro vietnamita de la OSS, así como la repentina muerte de Roosevelt, que llevó al poder a Harry Harry Truman, nunca se estableció.

### Guerra de Vietnam
Las acciones de Vietnam del Norte para romper el tratado de paz con Vietnam del Sur en 1975 concluyeron abruptamente tres décadas de intervención de los Estados Unidos en Vietnam y pusieron fin a una era dolorosa y amarga para ambos países. Desde 1954-1975, los militares de los Estados Unidos participaron en el desarrollo de Vietnam. Con los temores de que Estados Unidos perdería a Vietnam por el comunismo, el país se dividió en el paralelo 17, creando estados temporalmente separados, siendo el Norte comunista y el Sur como un estado no comunista. Mientras que la provincia del sur contaba con el apoyo de los Estados Unidos, se gastaron miles de millones de dólares estadounidenses en los esfuerzos para modernizar el país. Esta participación aumentó las tensiones entre las dos provincias, lo que resultó en la segunda guerra de Indochina, también conocida en el mundo occidental como la "Guerra de Vietnam". En  Tours of Vietnam: War, Travel Guides and Memory , de Scott Laderman, argumenta que llamar a la segunda guerra de Indochina la guerra de Vietnam "es, por lo tanto, revelar un cierto sesgo. ¿Por lo tanto, deberíamos llamarlo la" Guerra Americana? "(ix) La guerra generó una considerable discordia social y política en los Estados Unidos, una interrupción masiva en Vietnam y fue enormemente costosa para ambas partes. Vietnam sufrió destrucción física: devastó sitios de batalla, destruyó fábricas y ciudades, y un número incalculable de militares y bajas civiles. Estados Unidos escapó de la devastación física, pero sufrió la pérdida de 58 000 vidas (2.400 no contabilizadas) y gastó aproximadamente $ 140 mil millones ($ 950 mil millones en 2011)  en gastos directos para construir infraestructura, entrenar un ejército y una fuerza policial y modernizar el país joven. La guerra polarizó y desilusionó a la sociedad estadounidense durante y después del conflicto. Por ejemplo, en 1964 el "incidente del Golfo de Tonkin", que muchos han atribuido a los radares demasiado entusiastas a bordo del USS Maddox, se usó como una justificación adicional para que la decisión del Congreso permitiera al entonces presidente, Lyndon B. Johnson, tomar las medidas de represalia necesarias. Surgió un gran escándalo y se produjeron documentales para discutir uno u otro lado de esta controversia.

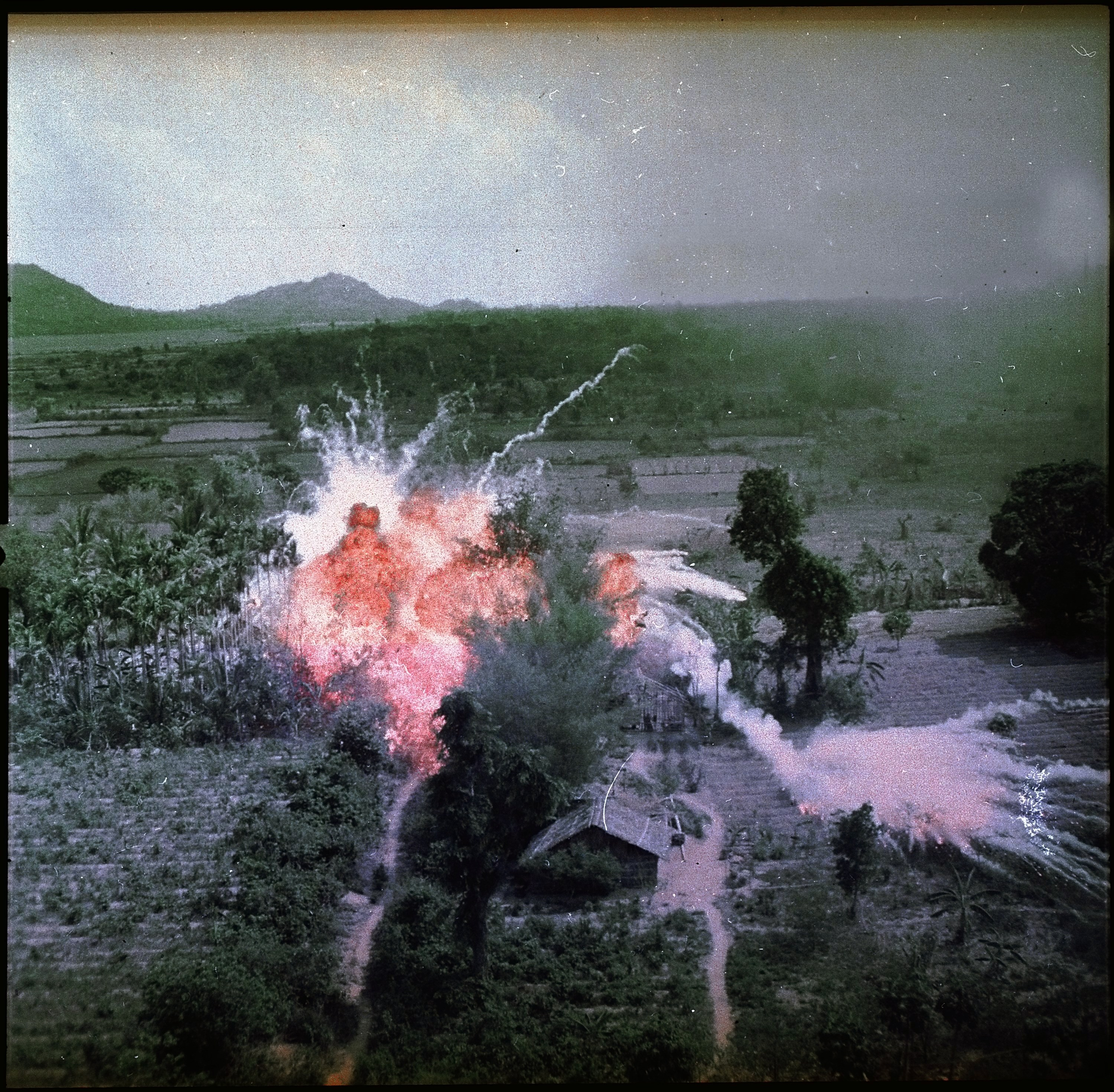
Las fuerzas de Estados Unidos bajan Napalm en posiciones sospechosas Viet Cong en 1965.

Para los comunistas vietnamitas, la guerra contra los Estados Unidos simplemente extendemos la guerra por la independencia iniciada contra los franceses. Desde el punto de vista de Hanói, cuando Estados Unidos se desplazó a los franceses en Indochina, asumió el papel de Francia como un obstáculo de gran potencia para la eventual reunión de Vietnam bajo el gobierno comunista del Norte.
Para los Estados Unidos, la intervención se derivó principalmente de la ideología política (es decir, las Guerra Fría consideraciones que trascendieron en gran medida a Vietnam.
La participación de Estados Unidos en Vietnam fue impulsada por muchos factores, entre ellos: la ideología, la estrategia de la Guerra Fría y la herencia de un legado colonial de la 4.ª República de Francia, uno de sus principales aliados. Había dos factores principales: las consideraciones anticomunistas y las consideraciones anticolonialistas. Donde había poco riesgo de participación comunista, por ejemplo, en la aventura anglo-francesa del Canal de Suez de 1956, contra Egipto, los Estados Unidos a menudo intervenían enérgicamente, incluso contra sus aliados más fuertes, en nombre de los principios de autodeterminación y Soberanía para todas las naciones.
En los últimos meses de la Segunda Guerra Mundial, Estados Unidos había apoyado la idea de una administración fiduciaria internacional para toda Indochina. Posteriormente, a pesar de los recelos en Washington sobre las intenciones francesas de reimponer el gobierno colonial en Indochina, Estados Unidos se vio forzado a apoyar al colonialismo francés para asegurarse de que fuera un aliado contra una posible amenaza soviética. El sentimiento anticolonial en los Estados Unidos después de la Segunda Guerra Mundial fracasó en las prioridades políticas en Europa, como la evolución de la relación con la Organización del Tratado del Atlántico Norte (OTAN). La creación formal de la OTAN y la victoria comunista en China, ambas ocurridas en 1949, llevaron a los Estados Unidos a apoyar materialmente el esfuerzo de guerra francés en Indochina. La percepción de que el comunismo era global y monolítico llevó a la administración del presidente Dwight D. Eisenhower a apoyar la idea de un estado no comunista en el sur de Vietnam, después de la retirada francesa bajo los Acuerdos de Ginebra de 1954.
Aunque este objetivo podría decirse que va en contra de dos características clave de los Acuerdos de Ginebra (la estipulación de que la línea que separa a Vietnam del Norte y del Norte no es un límite político ni territorial y la convocatoria de elecciones de reunificación), se basó en la evaluación de los Estados Unidos de que Viet Minh, que, contrariamente a los acuerdos, había dejado a varios miles de cuadros al sur de la línea de demarcación, ya estaba en violación. Los primeros asesores de los Estados Unidos llegaron al sur un año después de Ginebra para ayudar al presidente Ngo Dinh Diem a establecer un gobierno que fuera lo suficientemente fuerte como para enfrentar al régimen comunista en el norte.

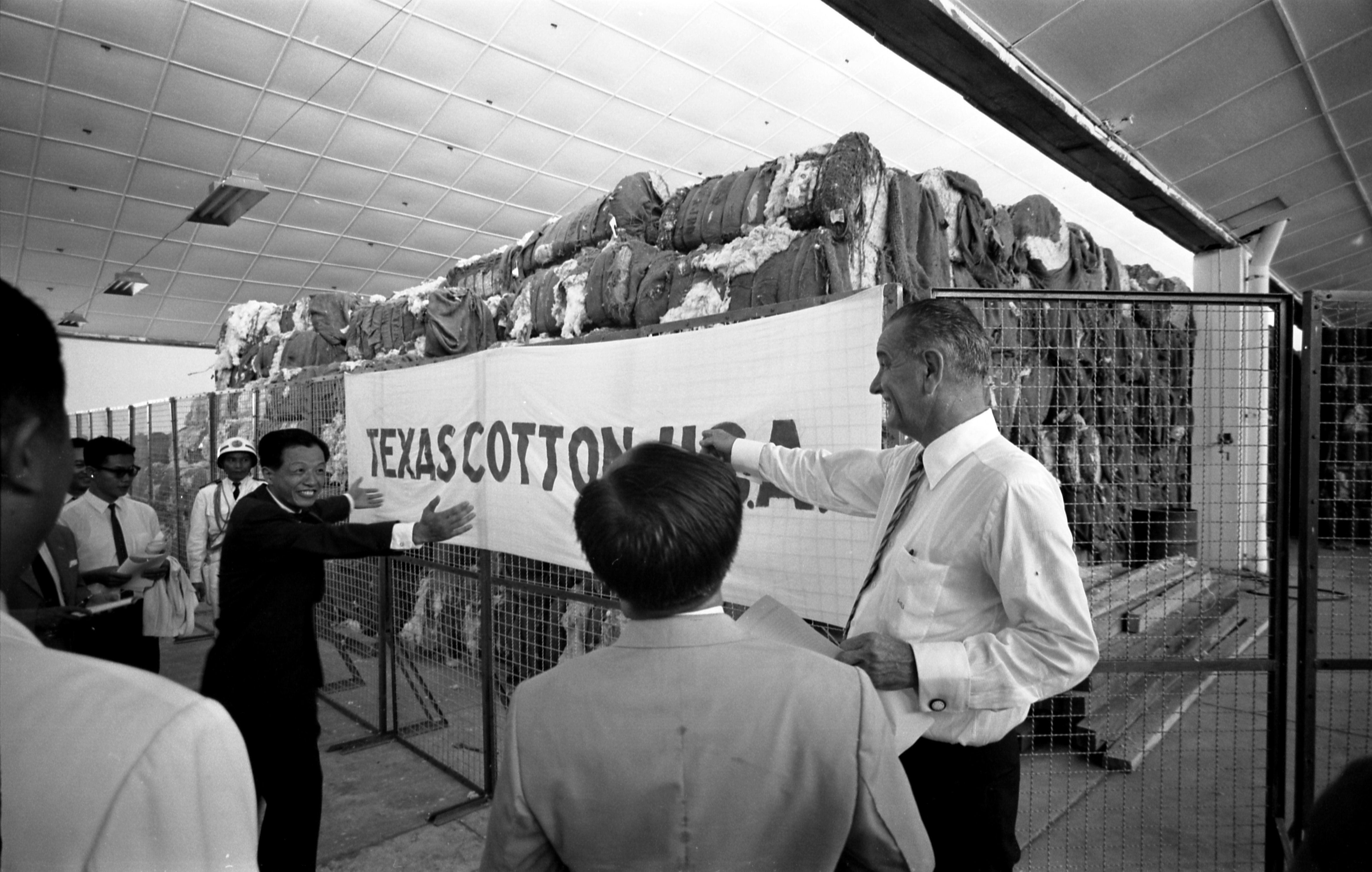
El vicepresidente Lyndon B. Johnson visitó una fábrica textil en Saigón, 1961

La Sargento Ermalinda Salazar, una marina de los Estados Unidos, ayuda a los niños del orfanato de San Vicente de Paúl en Vietnam

Si bien la función de asesoría de Washington era esencialmente política, los responsables políticos de los Estados Unidos determinaron que el esfuerzo por erigir un estado no comunista en Vietnam era vital para la seguridad de la región y sería reforzado por medios militares, si fuera necesario, para inhibir cualquier posible agresor. La defensa de la seguridad de Vietnam contra la agresión del Norte y de la insurgencia comunista con sede en el sur fue una misión que Washington percibió inicialmente como que solo requería elementos de apoyo de combate y asesores de las unidades militares de Vietnam del Sur. Sin embargo, la situación se deterioró rápidamente, y en 1965, en un momento en que un número creciente de soldados entrenados en Vietnam del Norte se movían en Vietnam del Sur, el primer incremento de las fuerzas de combate de los Estados Unidos se introdujo en el Sur y el bombardeo sostenido de objetivos militares en Vietnam del Norte se llevó a cabo. Casi ocho años más de conflicto ocurrieron antes de que la intensa participación de los Estados Unidos terminara en 1973.
Se firmó en París el 27 de enero de 1973 un "Acuerdo que termina la guerra y restablece la paz en Vietnam". por Washington, Hanói, Saigón y el Gobierno Revolucionario Provisional, que representa a la organización comunista vietnamita en el sur, el Viet Cong. El acuerdo exigió un alto el fuego, la retirada de todas las tropas de los Estados Unidos, la continuación en lugar de las tropas norvietnamitas en el sur y la eventual reunificación del país "por medios pacíficos". En realidad, una vez que las Fuerzas de los Estados Unidos se desconectaron a principios de 1973 y se les impidió proporcionar asistencia militar en absoluto bajo la llamada "Enmienda de la Iglesia por Caso", no había una manera efectiva de evitar que el Norte abrumara las defensas del Sur y el acuerdo. resultó inaplicable La Enmienda Caso-Iglesia fue una legislación aprobada por el Congreso de los EE. UU. En junio de 1973 que prohibió más actividades militares de los EE. UU. En Vietnam, Laos y Camboya, a menos que el presidente obtuviera la aprobación del Congreso por adelantado. Con tanto el Senado como la Cámara de Representantes bajo el control demócrata, la aprobación de cualquier apoyo aéreo renovado para el Sur era prácticamente imposible. Tras el frágil alto el fuego establecido por el acuerdo, las unidades de la PAVN permanecieron en el campo de Vietnam del Sur, mientras que las unidades del Ejército de la República de Vietnam lucharon para desalojarlos y expandir las áreas bajo el control de Saigón. Las últimas tropas de combate de Estados Unidos se fueron en marzo de 1973. A pesar del tratado, no hubo una pausa en la lucha. Los avances masivos de Vietnam del Sur contra el territorio controlado por el Viet Cong inspiraron a sus oponentes a cambiar su estrategia. En marzo, los líderes comunistas se reunieron en Hanói en una serie de reuniones para elaborar planes para una ofensiva masiva contra el Sur. En junio de 1973, el Congreso de los Estados Unidos aprobó la Enmienda de la Iglesia de casos para prohibir una mayor participación militar de los Estados Unidos, por lo que las rutas de suministro de la PAVN fueron capaces de operar normalmente sin temor a los bombardeos de los Estados Unidos. Como resultado, los dos bandos lucharon desde 1973 hasta 1975, pero el ARVN tuvo que luchar sin el apoyo cercano de los Estados Unidos por aire, artillería, logística y evacuación médica (evacuación médica) al que se había acostumbrado y sin el apoyo financiero. para pagar a sus tropas o proveerlas adecuadamente, se absolvió mal, perdiendo cada vez más terreno ante las fuerzas nacionalistas prosoviéticas que eran apoyadas por la Unión Soviética y la China comunista. Se ha informado que el general Vo Nguyen Giap, de Vietnam del Norte, declaró que el Norte planeaba probar la resolución de los Estados Unidos y en la primavera de 1975, Giáp envió al general cuatro estrellas Văn Tiến Dũng para lanzar el ataque mortal en Buôn Ma Thuột. A pesar de las súplicas frenéticas de Vietnam del Sur, el Congreso de los Estados Unidos controlado por los demócratas bloqueó cualquier intento de ayuda al Sur. Al recibir la noticia de esto, Giap lanzó la invasión planeada del Sur.
Algunos sorprenden que la manera sorprendentemente rápida en que finalmente se derrumbó el gobierno de Vietnam del Sur en 1975 confirmó que el acuerdo de París había logrado poco más que retrasar una inevitable derrota para el aliado de los Estados Unidos, Vietnam del Sur, y que Washington había sido impotente. Evita este resultado. La situación en Vietnam no fue diferente a la de la Corea dividida, excepto que no había ningún apoyo para los Estados Unidos en el caso de una invasión por parte del Norte comunista como lo había en Vietnam. Además, no hubo un apoyo continuo de las Naciones Unidas para Vietnam del Sur como lo había en Corea del Sur, aunque Corea del Sur envió tropas para ayudar en el esfuerzo de la guerra de Vietnam.

## Acercamiento entre Estados Unidos y Vietnam
Después de la guerra, Hanói prosiguió el establecimiento de relaciones diplomáticas con los Estados Unidos, inicialmente para obtener US $ 3.300 millones en ayuda para la reconstrucción, que el presidente Richard M. Nixon había prometido en secreto después de la firma del Acuerdo de París en 1973. De conformidad con el artículo 21 de En el acuerdo, Estados Unidos se había comprometido a "contribuir a curar las heridas de guerra y a la reconstrucción de la DRV después de la guerra ...". pero había evitado específicamente el uso de terminología que podría interpretarse como que las reparaciones se ofrecían por daños de guerra. La promesa de Nixon fue en forma de carta, confirmando la intención del Artículo 21 y ofreciendo una figura específica. Apenas dos meses después de la victoria de Hanói en 1975, el Primer Ministro Pham Van Dong, hablando ante la Asamblea Nacional, invitó a los Estados Unidos a normalizar las relaciones con Vietnam y a cumplir con su compromiso de proporcionar fondos para la reconstrucción. Se invitó a representantes de dos bancos estadounidenses, el Bank of America y el First National City Bank, a discutir las posibilidades comerciales, y se informó a las compañías petroleras estadounidenses que podían solicitar concesiones para buscar petróleo en las aguas vietnamitas de la costa.
Sin embargo, Washington ignoró el llamado de Dong para relaciones normales porque se basaba en reparaciones, y el clima político de Washington a raíz de la guerra impidió la búsqueda de tal resultado. En respuesta, la administración del presidente Gerald R. Ford impuso su propia condición previa para las relaciones normales al anunciar que se requeriría un informe completo de los estadounidenses desaparecidos en acción, incluida la devolución de cualquier resto, antes de que se pueda llevar a cabo la normalización. No se hicieron concesiones a ninguno de los dos lados hasta que el presidente Jimmy Carter suavizó la demanda de los Estados Unidos de una contabilidad completa de MIA a la contabilidad más completa posible y envió una misión a Hanói en 1977 para iniciar las conversaciones de normalización.
Aunque los vietnamitas al principio se mostraron inflexibles con respecto a la asistencia económica de los Estados Unidos (su primer plan económico de posguerra contó con la cantidad prometida por el presidente Nixon),) la condición se abandonó a mediados de 1978 cuando Hanói hizo gestos adicionales hacia las relaciones normales. En ese momento, el ministro de Relaciones Exteriores de Vietnam, Nguyen Co Thach, y el gobierno de los Estados Unidos llegaron a un acuerdo de principio sobre la normalización, pero la fecha fue imprecisa. Cuando Thach instó a noviembre de 1978, una fecha que, en retrospectiva, es significativa porque tenía previsto en Moscú firmar el Tratado de Amistad y Cooperación con la Unión Soviética, Washington no se comprometió. Durante este período, los funcionarios de los Estados Unidos estaban preocupados por la cuestión de los refugiados indochinos y estaban en el proceso de normalizar las relaciones con China. Esta fue una acción que podría haberse puesto en peligro si Washington hubiera buscado al mismo tiempo un acercamiento con Vietnam, una nación cuya relación con Pekín se estaba volviendo cada vez más tensa. Los responsables políticos en Hanói razonaron correctamente que los Estados Unidos habían optado por fortalecer sus vínculos con China en lugar de con Vietnam, y se movilizaron para formalizar sus vínculos con los soviéticos en respuesta. Sin embargo, su esperanza original había sido obtener el reconocimiento diplomático de los Estados Unidos y un tratado de amistad con Moscú, como una doble garantía contra la futura interferencia china.

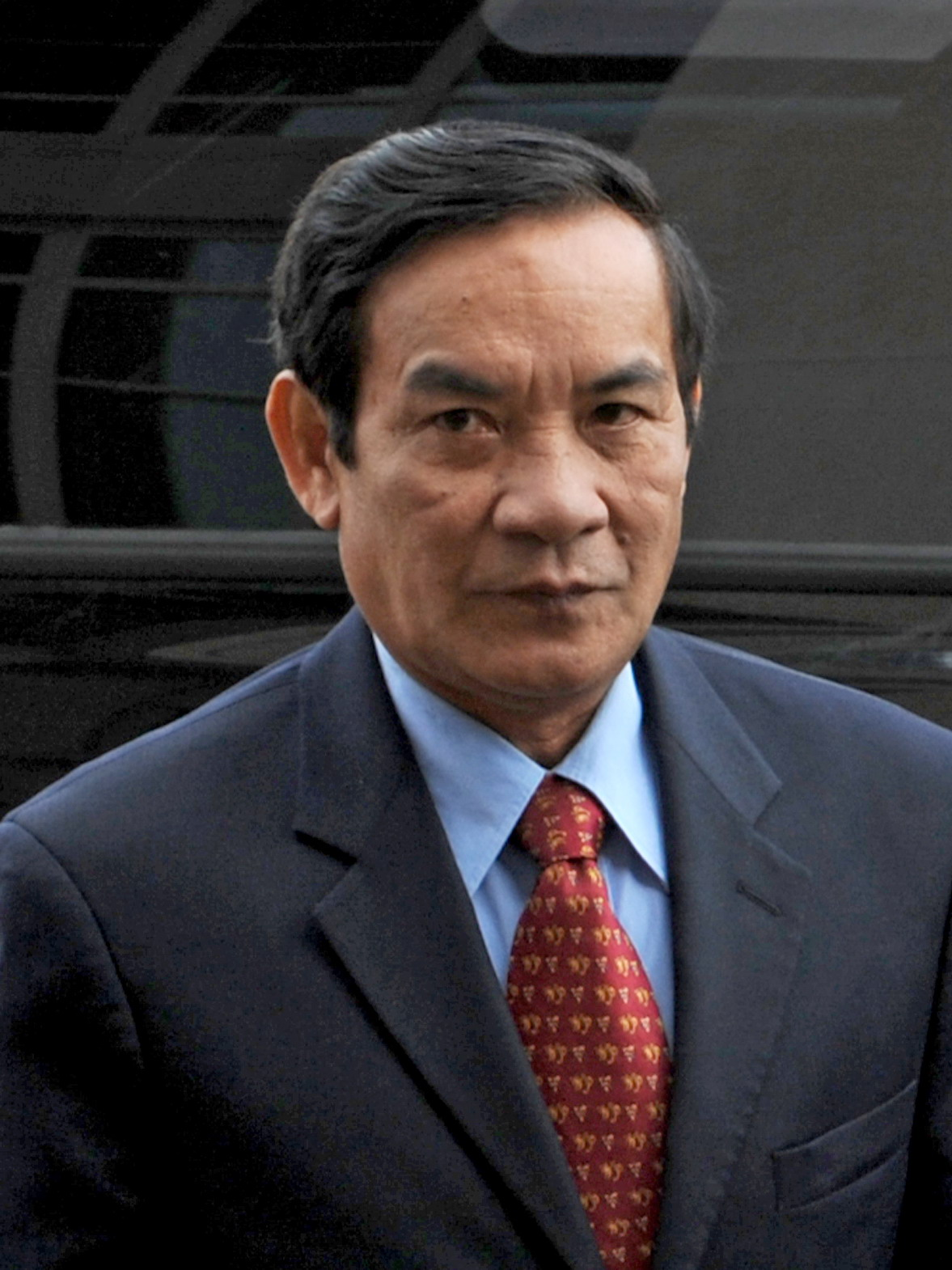
Lê Công Phụng, Embajador de Vietnam en los Estados Unidos de América.

En los Estados Unidos, la cuestión de la normalización de las relaciones con Vietnam se complicó con la invasión de Camboya por Vietnam en diciembre de 1978, la continua situación de los refugiados vietnamitas y el problema no resuelto de la MIA. En 1987, bajo el presidente Ronald Reagan, los Estados Unidos continuaron aplicando el embargo comercial impuesto a Hanói en 1975 y prohibieron los lazos normales mientras las tropas vietnamitas ocuparan Camboya. Cualquier esfuerzo por mejorar las relaciones permaneció estrechamente ligado a la voluntad de los Estados Unidos de cumplir con su compromiso de 1973 con Vietnam y con el hecho de que Hanói no haya tenido en cuenta el paradero de más de 2400 MIA en Indochina. Desde la firma de los acuerdos de París en 1973 hasta mediados de 1978, los vietnamitas subrayaron rutinariamente el vínculo entre la ayuda y los problemas de la MIA. Sin embargo, a partir de mediados de 1978, Hanói dejó de insistir en que las cuestiones de ayuda y MIA se resolvieran como una condición previa para la normalización y dejaron de vincular la cuestión de MIA con otros asuntos no resueltos entre los dos países. Los líderes vietnamitas contrastaron su moderación en el tema de la MIA con su supuesta explotación política por parte de los Estados Unidos como condición para las relaciones normales. Como signos adicionales de buena voluntad, Hanói permitió la excavación conjunta entre los Estados Unidos y Vietnam de un sitio del accidente B-52 en 1985 y devolvió los restos de varios militares de los Estados Unidos entre 1985 y 1987. Los portavoces vietnamitas también afirmaron durante este período que tenían Plan de dos años para resolver la pregunta de MIA pero no reveló detalles.
Aunque el Sexto Congreso del Partido Nacional de Vietnam en diciembre de 1986 oficialmente prestó poca atención a las relaciones con los Estados Unidos, el informe del congreso señaló que Vietnam continuaba manteniendo conversaciones con Washington sobre temas humanitarios y expresó su disposición a mejorar las relaciones. Aunque de tono ambivalente, el mensaje fue más positivo que el informe del Quinto Congreso del Partido Nacional de 1982, que atribuyó la relación estancada a la "política hostil" de Washington. La redacción mejorada fue atribuible a la influencia del recién nombrado Secretario General del Partido, Nguyen Van Linh, de quien se esperaba que asignara una alta prioridad a la expansión de los vínculos de Vietnam con Occidente.
Sin embargo, a los pocos meses del Sexto Congreso del Partido Nacional, Hanói comenzó a enviar señales contradictorias a Washington. A mediados de 1987, el gobierno vietnamita, después de haber determinado que la cooperación había obtenido pocas concesiones de los Estados Unidos, volvió a su posición anterior a 1978 que vinculaba los problemas de ayuda y MIA. La reanudación de su posición de línea dura, sin embargo, fue breve. Una reunión entre los líderes vietnamitas y el enviado especial del presidente Reagan en MIA, el general John W. Vessey, en agosto de 1987 produjo importantes avances para ambas partes. A cambio de una mayor cooperación vietnamita en la resolución del problema de MIA, los Estados Unidos acordaron oficialmente alentar la asistencia caritativa para Vietnam. Aunque el acuerdo no alcanzó las solicitudes de asistencia económica o de guerra de Hanói, fue la primera vez que Estados Unidos ofreció algo a cambio de asistencia vietnamita para dar cuenta de las MIA y fue un paso importante hacia una eventual reconciliación entre los dos países. .

### Levantamiento del Embargo de los Estados Unidos en Vietnam

#### La influencia y los esfuerzos de John McCain y John Kerry
La influencia de los veteranos de la guerra de Vietnam John McCain y John Kerry sobre Bill Clinton fue fundamental en la decisión de la administración Clinton de levantar el embargo comercial contra Vietnam. Tanto Kerry como McCain eran veteranos de guerra y congresistas condecorados que formaban parte del Comité Selecto del Senado sobre los Asuntos P.O.W./M.I.A.. En esta función, se familiarizaron íntimamente con el tema de los soldados estadounidenses desaparecidos, que viajaban frecuentemente a Vietnam y se coordinaban con los funcionarios del gobierno vietnamita. Tras años de angustia pública en los Estados Unidos por el destino de los militares desaparecidos, así como por el progreso medible del gobierno vietnamita en el cumplimiento de las demandas estadounidenses relacionadas, Kerry y McCain comenzaron a abogar por levantar el embargo. Creían que la política fomentaría la reconciliación binacional, la curación pública en los Estados Unidos y otros intereses económicos y de seguridad estadounidenses. Según Ted Kennedy, "John Kerry lo hizo porque el tema de la guerra ardió en su alma, y encontró un alma gemela en John McCain". En muchas ocasiones, McCain y Kerry se reunieron personalmente con Clinton para promover el levantamiento del embargo. En una conversación con el presidente, McCain dijo: "Ya no me importa, señor presidente, que estaba a favor de la guerra y estaba en contra de la guerra". Estoy cansado de mirar hacia atrás con ira. Lo importante es que avancemos ahora ". Al argumentar su caso a Clinton, los senadores "ofrecieron razones geopolíticas y económicas, pero también enfatizaron el tema del honor nacional, ya que los vietnamitas habían hecho diligentemente todo lo que les habíamos pedido en el asunto de los soldados."
Los esfuerzos de Kerry y McCain en el Congreso y en público crearon el capital político y el consenso necesario para que la administración Clinton levantara creíblemente el bloqueo. Aunque los funcionarios de la administración Clinton finalmente llegaron a un consenso para levantar el embargo, la administración percibió que no poseían suficiente credibilidad política. Clinton había evitado el servicio militar en la guerra de Vietnam cuando era un hombre joven, describiendo el conflicto en una carta en 1969 como "una guerra a la que me opuse y despreciaba con un sentimiento profundo que había reservado únicamente para el racismo en Estados Unidos antes de Vietnam". En consecuencia, Kerry y McCain intentaron usar su amplia credibilidad en el asunto para crear un entorno en el que Clinton pudiera levantar el embargo. En 1993, Kerry y McCain acompañaron a Clinton al Monumento a los Veteranos de Vietnam, a pesar de la oposición sustancial de los grupos de veteranos. Además, los dos hombres acompañaron a Clinton en 1993 "como sus acompañantes" para "entregar el discurso de graduación en la Universidad Northeastern". Más tarde, en 1994, Kerry y McCain fueron copatrocinadores de una resolución bipartidista del Senado que instaba a la administración Clinton a levantar el embargo. A pesar de la importante oposición de los líderes republicanos y los grupos de veteranos, "el patrocinio de McCain persuadió a veinte republicanos a votar por la medida, que fue aprobada por una votación de sesenta y dos a treinta y ocho". Mientras desarrollaba el proyecto de ley, Kerry estaba en comunicación frecuente con los funcionarios de la administración Clinton. Después de la votación, Kerry enfatizó la promoción de la sanidad nacional y declaró que "era hora de dejar atrás la guerra". Del mismo modo, McCain describió la resolución como "como un evento seminal en las relaciones vietnamitas de Estados Unidos", y agregó que "la votación le dará al Presidente la ... cobertura política que necesita para levantar el embargo".
El embargo de los Estados Unidos a Vietnam finalmente se levantó en febrero de 1994. La normalización formal de las relaciones diplomáticas entre los Estados Unidos y Vietnam se llevó a cabo en 1995, seguida de un auge del comercio entre los dos países en los años subsiguientes.
En 1997, el presidente Clinton nombró al primer embajador de Estados Unidos en Vietnam, ex POW y congresista de los Estados Unidos Douglas "Pete" Peterson.

#### Agente naranja

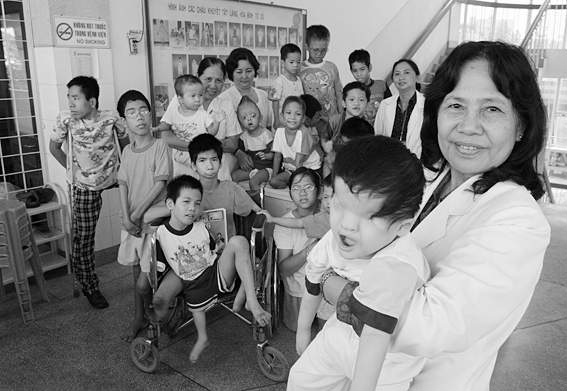
Niños discapacitados, la mayoría de ellos víctimas del Agente Naranja

Agent Orange es la combinación de los nombres en código de Herbicide Orange (HO) y Agent LNX, uno de los herbicidas y defoliantes usado por ejército británico durante la Emergencia malaya y el ejército de los Estados Unidos como parte de su programa guerra herbicida, Operación Ranch Hand, durante la guerra de Vietnam de 1961 a 1971. Vietnam estima que 400 000 personas murieron o fueron mutiladas, y 500 000 niños nacidos con defectos de nacimiento como resultado de su uso. La Cruz Roja de Vietnam estima que hasta 1 millón de personas están discapacitadas o tienen problemas de salud debido al Agente Naranja. TEl gobierno de los Estados Unidos ha descartado estas cifras por ser poco fiables e irrealmente altas.
Una mezcla 50:50 de 2,4,5-T y 2,4-D, se fabricó para el U.S. Departamento de Defensa principalmente por Monsanto Corporation y Dow Chemical. El 2,4,5-T usado para producir el Agente Naranja se descubrió posteriormente como contaminado con 2,3,7,8-tetraclorodibenzodioxina (TCDD), un compuesto de dioxinas extremadamente tóxico. Se le dio su nombre por el color de los barriles con rayas anaranjadas 55 galones de EE. UU. en que se envió, y fue, con mucho, el más utilizado de los llamados " Herbicidas del arco iris ".

## Derechos humanos
La supresión de Vietnam de la disidencia política ha sido un tema de disputa en las relaciones con los Estados Unidos y atrajo críticas de la Administración y Congreso de los Estados Unidos. En la primavera de 2007, el gobierno de Vietnam lanzó una ofensiva contra los disidentes políticos, y en noviembre del mismo año arrestó a un grupo de activistas a favor de la democracia, incluidos dos estadounidenses. A pesar de la continua supresión de libertad de expresión, Vietnam hizo un progreso significativo en la expansión de libertad religiosa. En 2005, Vietnam aprobó una amplia legislación sobre libertad religiosa, prohibiendo las renuncias forzadas y permitiendo el reconocimiento oficial de nuevas denominaciones. Como resultado, en noviembre de 2006, el U.S. Departamento de Estado levantó la designación de Vietnam como "País de preocupación particular", basándose en la determinación de que el país ya no era un grave violador de las libertades religiosas, según lo define la Ley Internacional de Libertad Religiosa de 1998. Esta decisión fue reafirmada por el Departamento de Estado en noviembre de 2007. Sin embargo, las preocupaciones graves continúan debido a la supresión de la libertad de expresión en Vietnam.

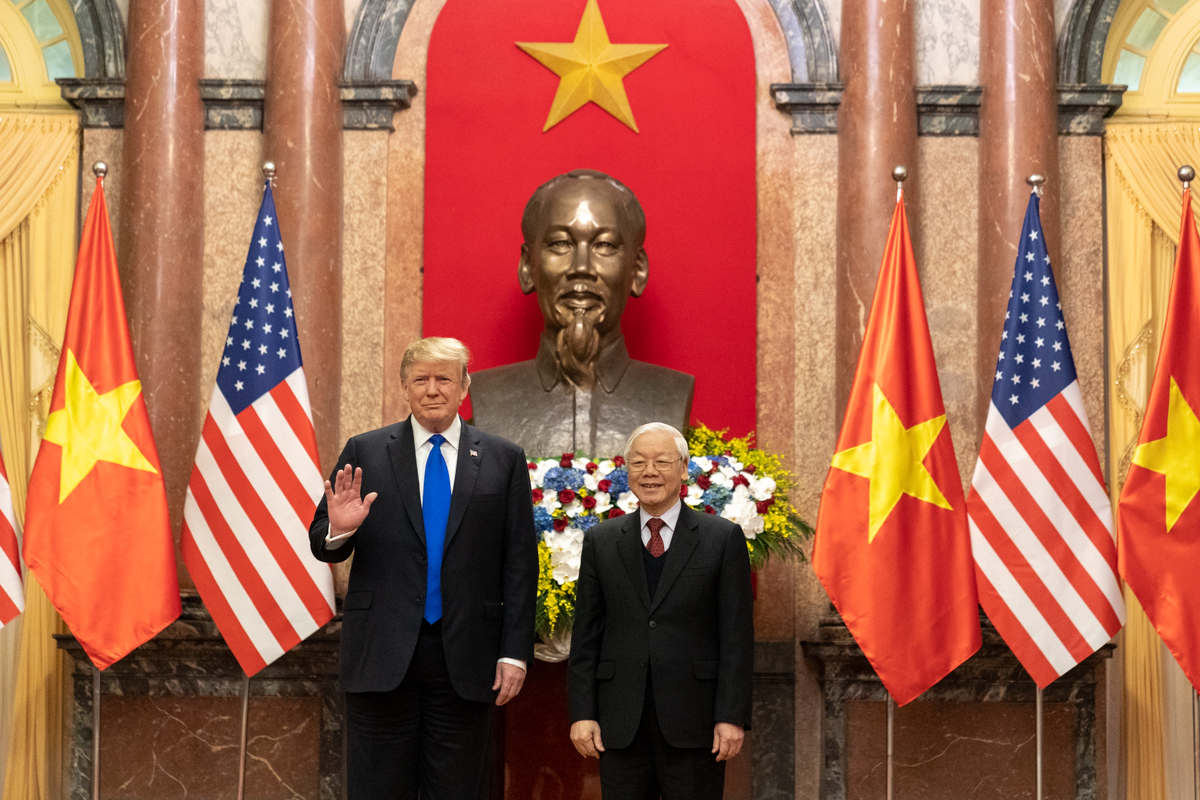
Donald Trump y el presidente vietnamita Nguyễn Phú Trọng frente a una estatua de Hồ Chí Minh en Hanói, el 27 de febrero de 2019

Donald Trump, presidente de los Estados Unidos, fue criticado por no haber puesto sobre la mesa el tema de los derechos humanos de Vietnam durante su visita a Vietnam en 2017 y antes fue la visita del primer ministro vietnamita Nguyễn Xuân Phúc a los Estados Unidos.

### Estadounidenses desaparecidos
A partir del 14 de diciembre de 2007, el gobierno de los Estados Unidos enumeró a 1763 estadounidenses no registrados en el sudeste asiático, incluidos 1.353 en Vietnam. Desde 1973, como parte de la investigación del tema de la guerra de Vietnam POW / MIA, se ha contabilizado a 883 estadounidenses, incluidos 627 en Vietnam. Adicionalmente, el Departamento de Defensa de los Estados Unidos confirmó que de las 196 personas que fueron "las últimas vivas conocidas" (LKA), el gobierno de los Estados Unidos determinó el destino de todos menos 31. Los Estados Unidos consideran lograr el mayor número posible de cuentas de estadounidenses desaparecidos y no contabilizados en Indochina para ser una de sus prioridades más altas con Vietnam.

## Transporte
Otro signo de la expansión de la relación bilateral es la firma de un Acuerdo Bilateral de Transporte Aéreo en diciembre de 2003. Varios operadores de EE. UU. Ya tienen acuerdos de terceros para compartir códigos con Vietnam Airlines. Los vuelos directos entre Ciudad Ho Chi Minh y San Francisco comenzaron en diciembre de 2004. Vietnam y los Estados Unidos también firmaron un acuerdo marítimo bilateral en marzo de 2007 que abrió la industria del transporte y servicios marítimos de Vietnam a empresas estadounidenses . En 2011, los bancos estadounidenses acordaron invertir $ 1.5 mil millones en infraestructura vietnamita.

## Relaciones militares

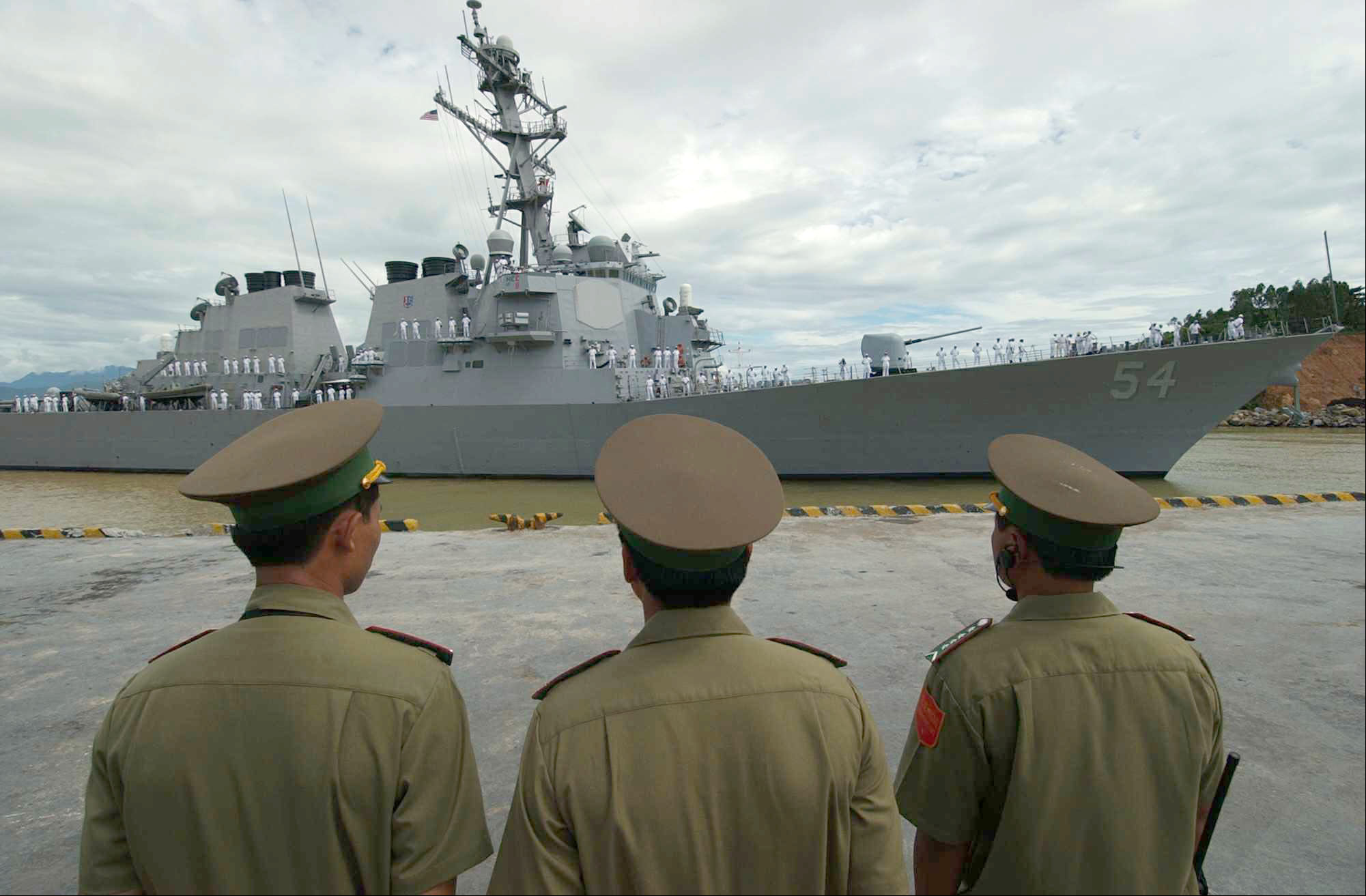
Los oficiales militares vietnamitas observan cómo el USS Curtis Wilbur DDG-54 se prepara para atracar en el puerto de Da Nang en julio de 2004.

Según el Consejo de Relaciones Exteriores, la política de defensa de Vietnam se basa en el principio de los "tres no": no hay alianzas militares, no hay tropas extranjeras estacionadas en suelo vietnamita, y no se asocia con una potencia extranjera para combatir a otra.
La cooperación en otras áreas, como la defensa, la no proliferación, el contraterrorismo y la aplicación de la ley, también se está expandiendo constantemente. Vietnam recibió visitas de cinco Buques de la marina de guerra estadounidense en 2007, incluida una llamada de puerto a Da Nang por el barco de asalto anfibio USS Peleliu (LHA-5) con un contingente multinacional de personal médico e ingeniero. En junio de 2007, los observadores vietnamitas tomaron parte por primera vez en el ejercicio naval multinacional Cooperación para la preparación y entrenamiento a bordo (CARAT), organizado por la Marina de los Estados Unidos. El Primer Ministro de Vietnam ha declarado que el país se encuentra en las etapas finales de preparación para participar en el mantenimiento de la paz internacional, como parte de su contribución como nuevo miembro de la Consejo de Seguridad de las Naciones Unidas.
En respuesta a la muerte de Osama bin Laden en 2011, Nguyen Phuong Nga, portavoz del Ministerio de Relaciones Exteriores de Vietnam dijo, cuando se le preguntó sobre la muerte de bin Laden ", terroristas debe ser responsable de sus actos y debe ser severamente castigado. Vietnam continuará uniéndose a la comunidad internacional en la lucha contra el terrorismo, basándose en la Carta de la ONU y los principios básicos del derecho internacional, para eliminar el terrorismo".
La continua y cada vez más tensa disputa por el Mar de China Meridional con República Popular China, que últimamente se ha vuelto más asertiva en sus reclamos territoriales, también ha fortalecido gradualmente las relaciones entre Vietnam y los Estados Unidos y otros Los rivales chinos, incluidos India y miembro ASEAN y el aliado de los Estados Unidos Filipinas. Según un alto funcionario, la Guardia Costera de los Estados Unidos ha ayudado en repetidas ocasiones a proteger los buques pesqueros vietnamitas de China.

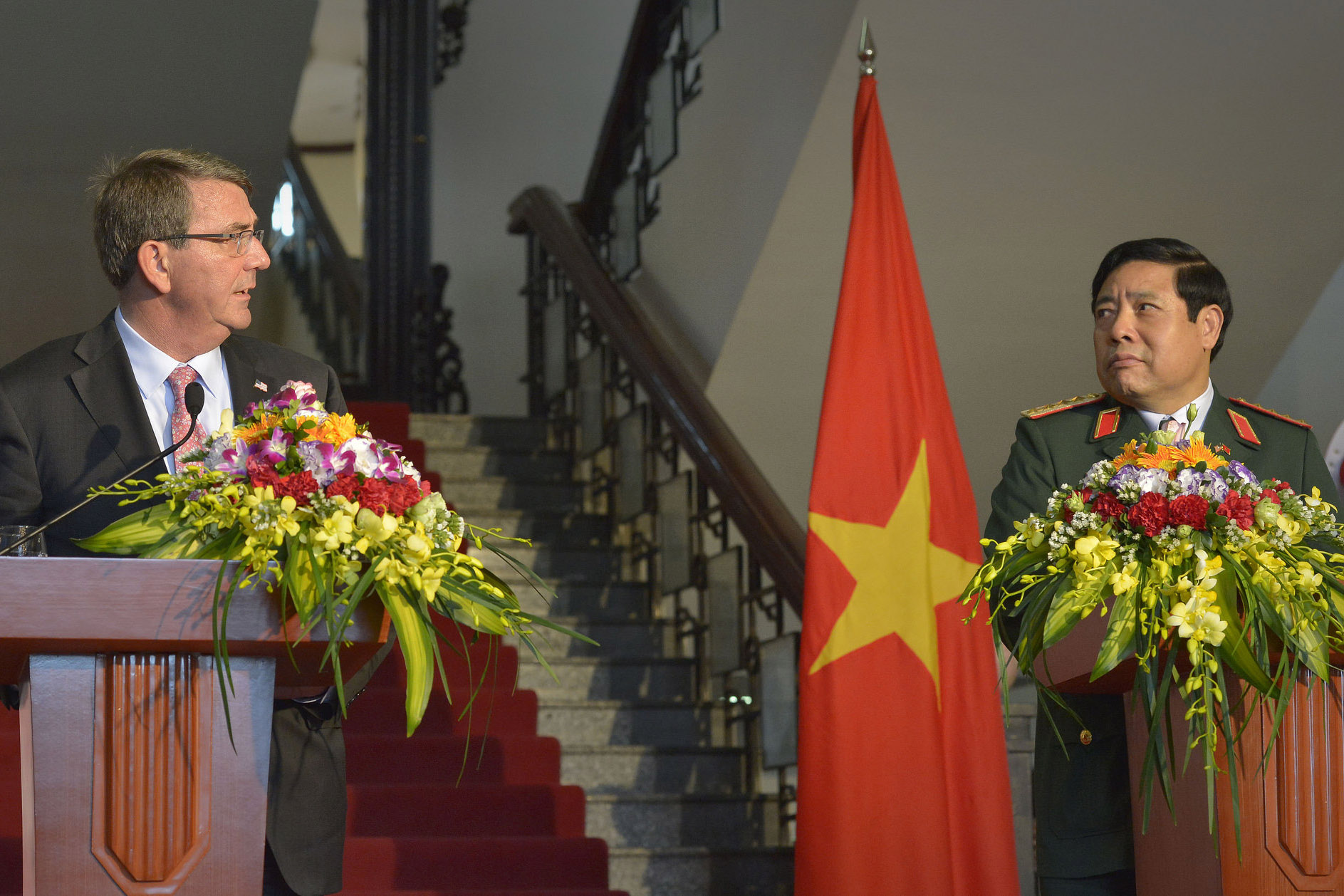
El Secretario de Defensa Ashton Carter y el ministro de Defensa General de Vietnam Phùng Quang Thanh, Hanói, 1 de junio de 2015.

En junio de 2013, el primer ministro vietnamita Nguyen Tan Dung dijo en un discurso en el Shangri-La Dialogue en Singapur que agradecería que Estados Unidos desempeñe un papel más importante en la reducción de las tensiones regionales, como China y algunos de sus vecinos del sudeste asiático permanecen estancados por reclamaciones territoriales en competencia en el Mar de China Meridional: "Ningún país regional se opondría al compromiso estratégico de las potencias extrarregionales si dicho compromiso tiene como objetivo mejorar la cooperación para la paz, la estabilidad y el desarrollo. "Una importancia especial para los roles desempeñados por una China en ascenso vigoroso y por Estados Unidos: una potencia del Pacífico".
En octubre de 2013, los Estados Unidos y Vietnam firmaron un pacto que permite la transferencia de combustible nuclear y tecnología de los Estados Unidos a Vietnam, que ya está trabajando con Rusia para completar su primera planta nuclear en 2014 para cumplir con su creciente energía. exige, con un funcionario estadounidense que señala que "Vietnam ahora está tomando medidas activamente para desarrollar una infraestructura doméstica sólida para respaldar un programa de energía nuclear".
Además, los Estados Unidos y Vietnam también cooperan en el Sector de Energía Limpia. En 2014, el Estados Unidos. Embajador en Vietnam anunció asistencia técnica para el desarrollo de sistemas de energía eólica.
A principios de octubre de 2014, los Estados Unidos aprobaron una relajación de su antiguo embargo de armas en Vietnam. En mayo de 2016, el presidente Obama anunció el levantamiento total del embargo durante su visita a Vietnam.
El 2 de octubre de 2016, el destructor de la Marina de los Estados Unidos USS John S. McCain y la licitación submarina USS Frank Cable realizaron la primera visita al puerto de Cam Ranh Bay desde 1975. Un portaaviones de la Armada de los Estados Unidos (USS Carl Vinson) visitó Vietnam en marzo de 2018. Según el Ministerio de Relaciones Exteriores de Vietnam, la visita "contribuirá a mantener la paz, la estabilidad, la seguridad, la cooperación y el desarrollo en la región".

## Oficiales principales de Estados Unidos
- Embajador - Daniel Kritenbrink
- Cónsul General — Mary Tarnowka

## Misiones diplomáticas
La Embajada de los Estados Unidos en Vietnam se encuentra en Hanói. El Consulado General de los Estados Unidos está ubicado en la ciudad de Ho Chi Minh. El Consulado General de Vietnam en los Estados Unidos se encuentra en San Francisco. En 2009, los Estados Unidos recibieron permiso para abrir un consulado en Da Nang; En 2010, Vietnam inauguró oficialmente un consulado general en Houston.
|  | De Vietnam - Washington D. C. (Embajada) - San Francisco (Consulado) - Ciudad de Nueva York (Consulado) - Houston (Consulado) | De los Estados Unidos - Hanói (Embajada) - Ciudad Ho Chi Minh (Consulado) |